# سیارک ۴۴۹
سیارک ۴۴۹ (به انگلیسی: 449 Hamburga، نامگذاری:1899EU) چهارصد و چهل و نهمین سیارک کشف شده‌است که در ۳۱ اکتبر ۱۸۹۹ و در هایدلبرگ کشف شد.
قدر مطلق سیارک برابر ۹٫۴۷ است.